# Klaus Schlette
Klaus Schlette (* 19. Januar 1928 in Chemnitz; † 17. Februar 1996 in Landshut) war ein deutscher Theaterregisseur, Schauspieler, Bühnenbildner und Theaterintendant.

## Leben und Wirken
Schlette studierte ab 1951 Theaterwissenschaft, Kunstgeschichte und Germanistik in Mainz und Frankfurt am Main. Während seines Studiums leitete er an beiden Universitäten die Studiobühnen.
Von 1959 bis 1970 war er Leiter des Fränkisch-Schwäbischen Städtetheaters Dinkelsbühl, wo er zugleich als Schauspieler und Regisseur wirkte. Mit seinem jungen Ensemble, zu dem der Schauspieler Peter Pius Irl zählte, inszenierte er zahlreiche Klassiker, besonders erfolgreich war Troilus und Cressida. Außerdem gastierte er in München.
1970 wurde er Intendant am Südostbayerischen Städtetheater Landshut-Passau-Straubing, das er bis 1996 leitete. In kurzer Zeit verhalf er der Provinzbühne zu überregionalem Ansehen. Er inszenierte, zum Teil im eigenen Bühnenbild, unter anderem Urfaust (1971), Cyrano de Bergerac (1971/72), König Ödipus (1971/72), Die Dreigroschenoper (1972), Der Jude von Malta (1972), Woyzeck (1972), Dantons Tod (1975), Anouilhs Becket oder die Ehre Gottes (1973), Der gute Mensch von Sezuan (1974), Maß für Maß (1974), Hamlet (1978), Der Sturm (1986), Das Käthchen von Heilbronn (1980) und Enzensbergers Der Untergang der Titanic (1989).
Der Theaterkritiker Benjamin Henrichs kommentierte in einem am 20. Juni 1980 in der Wochenzeitung Die Zeit erschienenen Artikel, in Landshut spiele man, als gingen einen die Moden der Theaterkunst nichts an: „Landshut ist noch immer eine Oase – um sie zu erhalten, muß freilich Schwerarbeit getan werden.“
Schlette verfasste Übersetzungen und Kinderstücke.